# Irene Schloss
Irene R. Schloss est une biologiste argentine spécialisée dans l'Antarctique et connue pour son travail sur la biologie du plancton. Elle est chercheuse  à l'Institut antarctique argentin (IAA), chercheuse correspondante du Conseil national des recherches, et professeure associée à l'Université du Québec.

## Biographie
Elle naît à Buenos Aires, où elle obtient tout d'abord sa licence en biologie (équivalente à une MSc). En 1989  elle est membre pendant 6 mois (IAESTE et DAAD) de l'Institut Alfred-Wegener, situé à Bremerhaven en Allemagne, et participe à l'étude scientifique en antarctique nommée “Polarstern” (EPOS). Elle commence un doctorat en 1992 au sein du Conseil national de recherches en océanographie biologique (CONICET). En même temps, elle étudie la dynamique du phytoplancton de l'Antarctique côtière. Elle obtient en 1997 son doctorat à l'Université de Buenos Aires. Entre 2005 et 2007, elle est post-doctorante à l'Institut des sciences de la mer de Rimouski (ISMER) au Canada, où elle a étudié auparavant la dynamique du phytoplancton et l'accouplement physico-biologique dans la Mer de Beaufort (Arctique canadienne).

## Carrière et impact
Elle est chercheuse à l'Institut antarctique argentin (IAA) et chercheuse correspondante du Conseil national de recherches de l'Argentine (CONICET). Elle est professeure associée à l'université du Québec à Rimouski(UQAR) depuis 2009, et y est également assistante de recherches depuis 2008. Ses recherches concernent l'impact de la radiation ultra-violette sur des communautés de planctons à différentes latitudes, la fonction du phytoplancton dans les flux de CO2 entre l'océan et l'atmosphère, et les effets de changement global sur le plancton côtier. Tout au long de sa carrière, elle participe à neuf expéditions en Antarctique (avec des bases sur bateaux et d'autres argentines), passant au total presque 17 mois sur le sixième continent.
Son travail de recherche sur les interactions, l'adaptation et les effets du plancton en relation avec le climat de l'océan a eu un impact important dans sa carrière. Son travail modélise les interactions physico-biologiques en période de floraison dans l'Antarctique côtière, et plus particulièrement l'équilibre entre l'échauffement, la fusion de glaciers dans l'eau et les turbulences induites en eaux côtières. Son travail sur la fonction des groupes de plancton dans la dynamique du CO2 a indiqué que les diatomées marines sont des collaboratrices clefs dans l'apparition du CO2 atmosphérique dans des eaux de surface, en fournissant un lien direct entre biodiversité et processus climatiques. De plus, son travail a démontré les liens qui existaient entre des phénomènes atmosphériques de grande échelle (par exemple, l'oscillation Antarctique (AAO en anglais) et l'ENSO) et la dynamique locale du phytoplancton.
Irene Schloss joue un rôle central dans le développement de collaborations internationales autour des recherches en Antarctique. Elle est reconnue pour ses travaux en science polaire dans plusieurs pays, comme l'Argentine, le Canada, et l'Allemagne à travers la promotion et la participation à des projets de recherche internationaux, et en coopérant avec des équipes des recherches américaines, espagnoles, belges, brésiliennes, polonaises et britanniques. Elle participe au développement du Portail Environnemental antarctique et s'implique particulièrement dans la promotion de la science en Antarctique. En 2014, elle participe au balayage d'horizon (horizon scan en anglais), sorte de débat autour des différents consensus à adopter pour les recherches futures et réalisé par le Comité scientifique sur les recherches antarctiques (SCAR en anglais).